# Nitz
Nitz ist eine Ortsgemeinde im Landkreis Vulkaneifel in Rheinland-Pfalz. Sie gehört der Verbandsgemeinde Kelberg an.

## Geographie

### Lage
Der Ort liegt in der Eifel am Nitzbach, einem Nebenfluss der Nette. Etwa 5 Kilometer westlich befinden sich der Nürburgring und die Hohe Acht, mit 746,9 m ü. NHN der höchste Berg der Eifel.

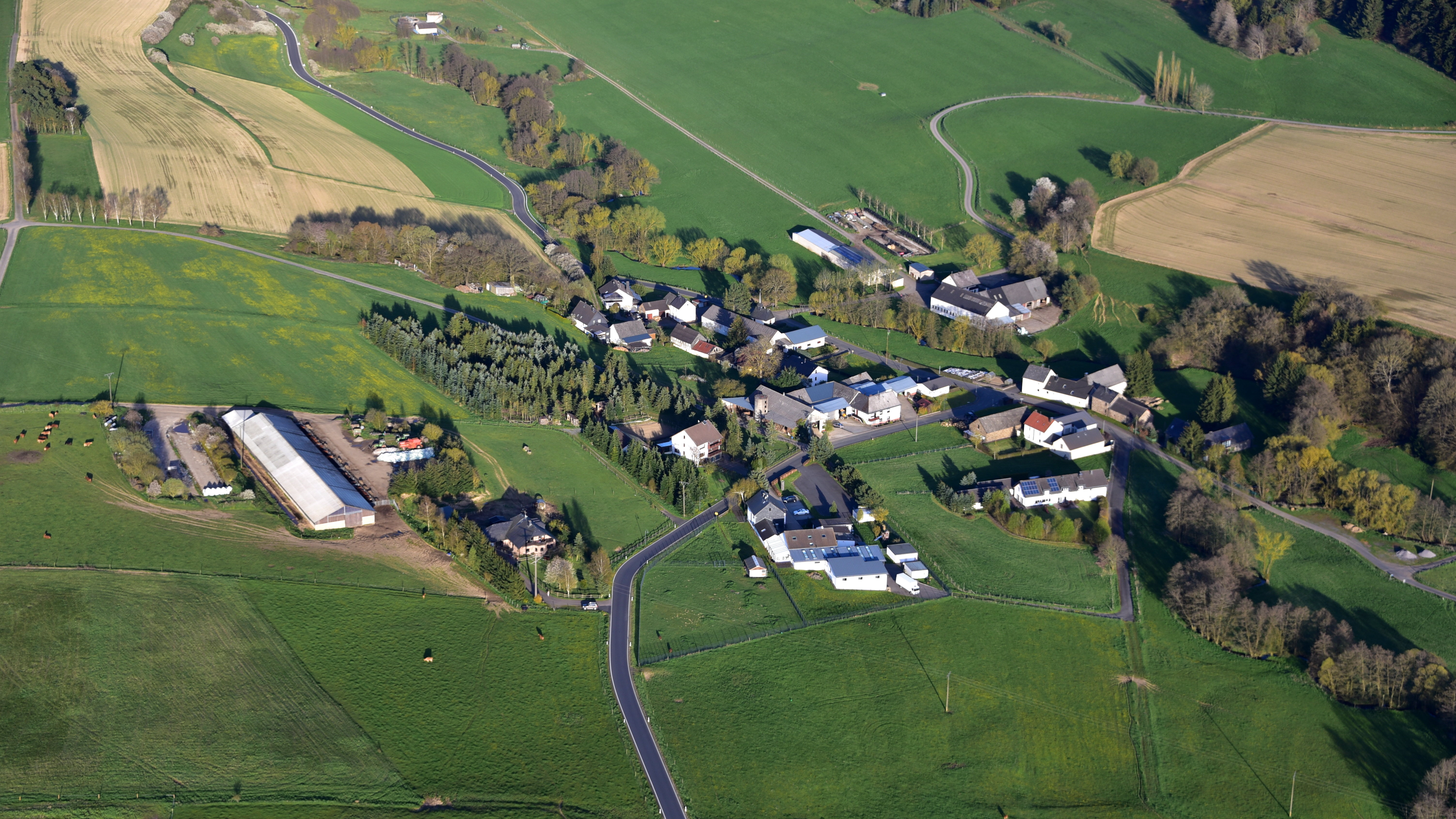
Nitz, Luftaufnahme (2016)

### Nachbargemeinden
Nachbargemeinden sind Drees, Baar, Lind und Kirsbach.

## Geschichte
Nitz gehörte im Mittelalter zur Grafschaft Nürburg. 1815 wurde der Ort preußisch und von der Bürgermeisterei Kelberg im Kreis Adenau verwaltet; seit der Kommunalreform von 1970 gehört Nitz zur Verbandsgemeinde Kelberg und dem Landkreis Vulkaneifel.

## Politik

### Bürgermeister
Manfred Ant ist Ortsbürgermeister von Nitz.

### Wappen
| Wappen von Nitz | Blasonierung: „Im silbernen Schild eine schrägrechte blaue Wellenleiste. In den Heroldstücken links eine rote Raute und rechts ein roter Adler.“ |
| Wappen von Nitz | Wappenbegründung: Der Nitzbach, der durch den Ort fließt, ist als blaue Wellenlinie dargestellt. Der Adler weist auf die ehemalige Zugehörigkeit zur Grafschaft Nürburg und die Raute auf die Grafschaft Virneburg hin. Das Wappen wird seit dem 18. Dezember 1986 geführt. |

## Sehenswürdigkeiten
Nitz verfügt über eine Kapelle. Sehenswert sind außerdem die Freundsmühle und die Bauersmühle.
Siehe auch: Liste der Kulturdenkmäler in Nitz

## Wirtschaft
Nitz ist bis heute überwiegend landwirtschaftlich geprägt.